# 蘭波爾德普拉特山

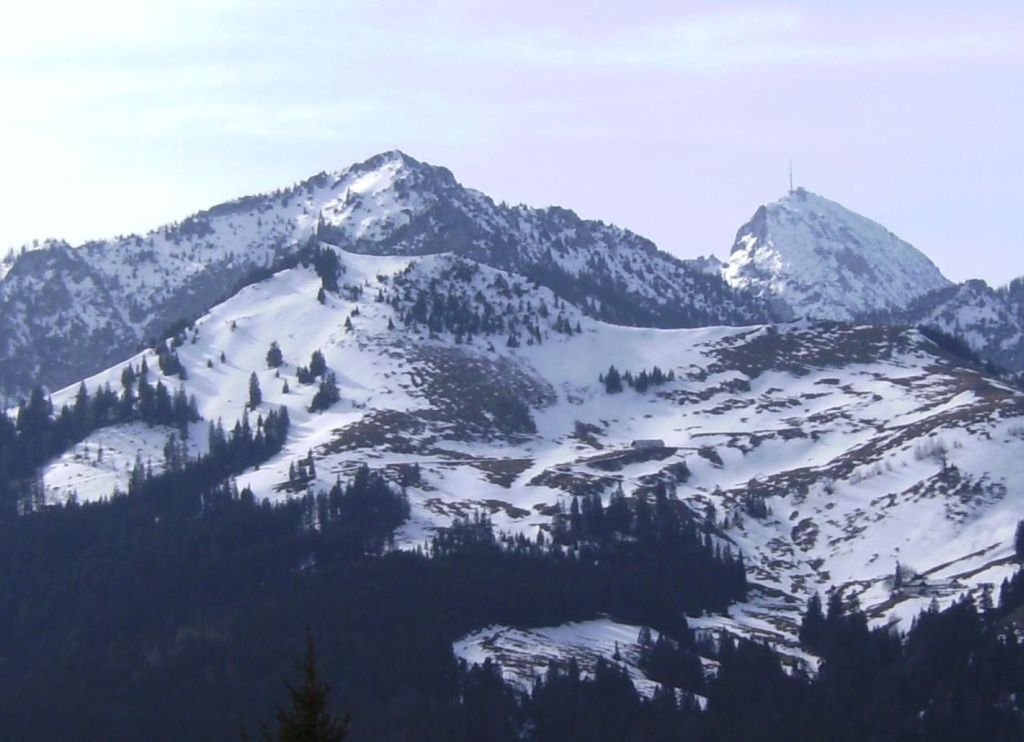

47°43′20″N 12°2′40″E / 47.72222°N 12.04444°E
蘭波爾德普拉特山（德語：Rampoldplatte），是德國的山峰，位於該國東南部，由巴伐利亞負責管轄，屬於巴伐利亞前阿爾卑斯山脈的一部分，海拔高度1,422米，每年平均降雨量1,847毫米。